# برج إسنتاي (ألماتي)
برج إسنتاي (بالإنجليزية: Esentai Tower)‏ هو فندق شاهق متعدد الاستخدامات ومبنى مكاتب في ألماتي، كازاخستان. تم تطويره من قبل سكيدموري، أوينغس وميريل وكان رسميًا أطول مبنى في كازاخستان حتى عام 2008، عندما تصدرته اضواء الشفق القطبي الشمالي في أستانا. ومع ذلك فهو أطول مبنى حاليًا في مدينة ألماتي بأكملها. تشغل المكاتب الطوابق الأربعة عشر الأولى من البرج، ويقع فندق ريتز كارلتون فوق المكاتب ، وفي الطوابق الثمانية الأخيرة من المبنى عبارة عن شقق مخدومة.